# Мелодифестивален
Мелодифестивален (швед. Melodifestivalen, „Фестивал мелодије“) је годишњи фестивал забавне музике такмичарског карактера који организују Шведска телевизија и Шведски радио. Победник Мелодифестивалена представља Шведску на Песми Евровизије.
Мелодифестивален се одржава готово сваке године од првог јавног такмичења 1959. године. Од 2000. године, фестивал је најгледанији телевизијски програм у Шведској. 2021. године, полуфинала је гледало у просеку 3 милиона гледалаца, док се процењује да је 3,68 милиона Швеђана гледало финално вече, у ком је послато 16,752,439 гласова са 1,159,881 уређаја, што је рекорд.
На фестивалу је тријумфовало шест каснијих победника Песме Евровизије и двадесет четири песме које су за Шведску освојиле једно од првих пет места. Лагано оркестриране поп песме, познате као шлагер, су раније доминирале такмичењем толико да су га шведски медији понекад називају Шлагерфестивален. Међутим, од преобликовања такмичења 2002. године, на бини се појављују и други стилови, попут реп музике, регеа или глам рока, или чак нешто музике са оријенталним утицајима. Данас су углавном заступљене поп песме са високим буџетом продукције.
Победника Мелодифестивалена одређују регионални жирији и телефонско гласање публике, у омеру 50:50. Систем гласања је еволуирао кроз вишедеценијску историју такмичења, али је у његовом средишту увек било додељивање поена песмама, који се затим сабирају. До 2001. године, број учесника у програму био је ограничен на између осам и дванаест песама, што је увођењем полуфинала 2002. измењено на 32 песме. 2002. године је такође почела са емитовањем и верзија такмичења за децу, Лила Мелодифестивален. Од 2015. године, сваке године се такмичи 28 песама, по 7 у једном од 4 полуфинала. Их сваког од њих, две песме пролазе у финале, а две у рунду друге шансе. Из ње, четири песме пролазе у финале.
Мелодифестивален има значајан утицај на музичке лествице у Шведској. 23 учесника 2006. и 21 учесник 2007. су достигли домаћу лествицу синглова (Sverigetopplistan).

## Почеци
Шведски радио је изабрао Алис Бабс као првог шведског представника, за Песму Евровизије 1958, интерно, без јавног избора. Изабрана је песма Samma stjärna lyser för oss två, касније преименована у Lilla stjärna, која је заузела четврто место у Хилверсуму 12. марта 1958. Први фестивал за избор евровизијског представника, као део радијског програма Säg det med musik, одржан је 29. јануара 1959. у арени Циркус у Стокхолму, а о победнику су одлучивала четири стручна жирија из Стокхолма, Гетеборга, Малмеа и Лулеоа. Победила је песма Augustin коју је изводила Сив Малмквист, али је Шведски радио још пре такмичења одлучио да ће победничку песму, ма која то била, на Песми Евровизије певати Брита Борј. Правило о интерном избору извођача за Песму Евровизије и затим такмичења у којем песме које ће потенцијално представљати Шведску изводе други певачи је одбачено 1961. године. Такмичење је постало независни телевизијски пренос 1960. године под именом Eurovisionschlagern, svensk final. Раних година, фестивал је преношен у Норвешкој и Данској путем телевизијске мреже Нордвизија. Под својим садашњим именом Melodifestivalen (или његовом варијацијом Melodifestival) такмичење се одржава од 1967.

## Предизбор
Процес сужавања хиљада потенцијалних учесника до 32 који ће наступити на фестивалу траје преко седам месеци. Традиционални предизбор, јавним конкурсом отвореним за шведске ауторе, даје 28 од 32 учесника. Преостала четири места дају „џокери“, извођачи које организатори позову да учествују. Цео поступак предизбора може почети већ у мају претходне године и завршава се до јануара.

### Песме
Шведска телевизија почиње потрагу за песмама које ће бити изведене на Мелодифестивалену девет месеци пре почетка телевизијског такмичења (неколико дана након управо завршене Песме Евровизије). Рок за пријављивање песама на конкурс је у септембру. Песме могу бити на било којем језику, али аутори морају бити становници Шведске и имати шеснаест или више година. У предизбору, дужина песама је ограничена на три минута и двадесет секунди, али песме које буду међу коначних 28 изабраних морају бити скраћене на највише три минута (што је најдуже дозвољено трајање за песме које учествују на Песми Евровизије). Песме се подносе као демо снимци и могу се ремиксовати ако буду изабране за учешће у такмичењу.
Поступак подношења надгледају чланови Шведског удружења музичких издавача, чији задатак је да међу пристиглим песмама проберу до разумнијег броја од око 1.200 песама. Овај њихов избор затим преузима посебна шеснаесточлана комисија који чине музички професионалци, особље Шведске телевизије, и други чланови као представници јавности (односно публике). Према старости чланови ове комисије су од тинејџера до људи у својим педесетим годинама. Најмање десет од коначног избора од 32 песме морају бити на шведском језику. На конкурс за Мелодифестивален 2008. је пристигло 3.489 песама, највише у историји такмичења. Песме које комисија изабере, и имена композитора, организатор објављује крајем септембра, након чега у медијима следи два месеца жустрих спекулација о томе ко ће бити извођачи. Аутори песама морају дати интервјуе Шведској телевизији, присуствовати конференцији за штампу пре такмичења, и остати отворени за могућност промотивних појављивања уколико песма достигне финале.

### Извођачи и џокери
Шведска телевизија бира извођаче песама. За њих, као и за текстописце, такође важи да морају имати барем шеснаест година (што важи и за извођаче на Песми Евровизије), али извођачи не морају бити Швеђани. Извођачи који певају на демо снимку аутоматски учествују у такмичењу. Они морају бити спремни да изведу своју песму на такмичењу ако се не може наћи одговарајући алтернативни извођач, и могу бити дисквалификовани ако одбију. Ово правило је у прошлости довело, рецимо, до дисквалификације песама När löven faller Кароле Хагквист 2003. и So Good Стефена Симондса 2006. Шведска телевизија такође може дати песму другом извођачу без обзира на заинтересованост демо извођача, као што се десило, на пример, са Брандста сити слекерс 2004. и Пернилом Валгрен 2005. Уместо дисквалификованих песама, учествују друге песме, чији успех широко варира. 2006. године, Naughty Boy Хане Граф (замена за Симондову песму) је завршила претпоследња у полуфиналу. Са друге стране, 2002. и 2007. године, замене које су изводили Јан Јохансен и Монс Селмелев су се пласирале међу првих десет. Имена певача који ће изводити 28 песама изабраних кроз традиционални предизбор (конкурсом) се објављују крајем новембра. Нису ретки ни певачи који су истовремено и аутори песама. Извођачи често у јавности потврде своје учешће пре званичног саопштења.
Систем џокера је уведен 2004. године како би се на такмичење увело више различите музике. Шведска телевизија позива четири извођача – по једног у сваком полуфиналу – да изведу на такмичењу песму по свом избору, под јединим условом да не крши правила. Џокер песме и извођачи се објављују у јануару. Мелодифестивален 2004. и 2007. су освојили џокери, Лена Филипсон и Арк. На такмичењима 2005. и 2006, џокери су заузели друга места, Нане Гренвал и Бодис витаут органс. Овај систем је напуштен 2020.

## Вечери
Преноси Мелодифестивалена трају пет недеља и састоје се од шест емисија уживо: четири полуфинала, у којима се такмичи по осам песама, вече „друга шанса“ у којем се такмичи осам песама којима је мало недостајало да се пласирају у финале, и велико финале. Десет песама се надмеће у финалу: по две песме се непосредно квалификују из сваког полуфинала, и две најбоље пласиране песме на вечери „друга шанса“.

### Полуфинала и друга шанса
Пре увођења садашњег формата полуфинала (deltävlingen) 2002. године, такмичење се обично састојало од једне емисије уживо. Међутим, полуфинала јесу коришћена два пута током 1960-их и поново 1971. Према садашњем систему, емитују се четири полуфинала у 20 часова по средњоевропском времену, на четири узастопне суботе, из различитих шведских градова. Организатори бирају места одржавања добрано унапред и обично их објављују у септембру претходне године. Полуфинала почињу током раног фебруара. У сваком се такмичи по седам песама.
За разлику од финала, жирији се не користе и резултате одлучује телегласање. Песме се изводе уживо уз телефонске линије отворене за први круг гласања у којем се бира пет такмичара са највећим бројем гласова који пролазе у други круг. Гласови из првог круга гласања се не преносе у други круг. Од пет преосталих, две песме које добију највећи број гласова у другом кругу гласања се пласирају непосредно у финале; песме на трећој и четвртој позицији по броју гласова пролазе у „другу шансу“. Водитељи објављују које су се четири песме пласирале у даље такмичење након што се телефонске линије за гласање затворе. Како би се избегло тактичко гласање у каснијем такмичењу, тачан пласман ових песама се не саопштава све док су песме у игри. Редослед којим се објављују песме које су се квалификовале за даље такмичење је следећи:
- Један од непосредних финалиста. (Након овога остале су четири песме.)
- Две песме које су се пласирале у другу шансу. (Остале су две песме.)
- Други непосредни финалиста. (Остала је једна песма; ова песма је на петом месту и не пролази даље.)

Оба финалиста поново изводе своје песме на крају преноса. Организација система полуфинала на Мелодифестивалену популаризовала је идеју емитовања више кругова и на другим националним изборима за Песму Евровизије. Сличан систем је Европска радиодифузна унија касније усвојила и за саму Песму Евровизије.
Друга шанса (andra chansen) је пето полуфинално вече такмичења, у којем се одлучује ко ће заузети девето и десето место у финалу. У другој шанси учествују песме које су заузеле треће и четврто место у сваком од четири полуфинала, укупно осам учесника. На првој одржаној другој шанси, 2002. године, о два финалиста је одлучивао панел који су чинили ранији победници фестивала. Од 2003. до 2006, поново су пуштана извођења са полуфинала. Гласови гледалаца су у првом кругу сужавали избор на три или четири песме, а затим би други круг гласања гледалаца одлучио два финалиста. Програм је емитован у недељу поподне након четвртог полуфинала и одржаван је у мањем простору од оних који су били домаћини полуфиналима, попут отменог Бернс салонгера у Стокхолму, где је друга шанса одржана 2005.
2007. године, друга шанса је постала полуфинале за себе, које се одржава у простору упоредиве величине са онима за остала полуфинала. Нова „друга шанса“ се одржава у суботу увече, додајући једну недељу трајању фестивала. Формат гласања је такође измењен и уведен систем елиминације. Осам песама учесница се спарују. Унутар сваког пара, песма са мањим бројем гласова се елиминише и тако се избор сужава на четири песме, које се поново спарују. Победници ова два пара у другом кругу гласања се пласирају у финале. Нови систем даје извођачима који се квалификују за другу шансу могућност да побољшају своја полуфинална извођења, посебно пошто имају прилику да поново такмичарски изведу песме. Два финалиста не изводе своје песме поново на крају програма.

### Финале
Финале се одржава у 20 часова по средњоевропском времену у суботу након полуфинала, средином марта. У финалу учествује десет песама. Недељу дана пре финала, надзорници такмичења одређују редослед наступа како би осигурали да сличне песме и извођачи буду удаљени једни од других. Сва финала од 2002. године наовамо су одржана у арени Глобен у Стокхолму. Пробе за финале се одржавају у петак, и карте за пробе се продају готово једнако брзо као за само финале.
Као и на Песми Евровизије, телевизијски пренос отвара и затвара лого Европске радиодифузне уније који прати прелид оркестрацији Те Деума Марка Антоана Шарпентјеа. Песмама претходе видео разгледнице, често са самим такмичарима. На пример, 2004. године, на разгледницама су комичару у сали Хамбургер беш имитирали финалисте; док су 2006. разгледнице приказивале пут сваког извођача до финала, уз нарацију коментатора Пеке Хеиноа. Док жирији одлучују о својим гласовима, и пред завршетак телегласања, на сцени наступају други извођачи. Често су то некадашњи учесници Мелодифестивалена, укључујући Каролу и Лену Филипсон 2005. или колаж некадашњих наступа више извођача 2000. године.
Победник добија трофеј фестивала, Den störa Sångfageln (Велика птица певачица), који је дизајнирао Ернст Билгрен, који му уручује прошлогодишњи победник. Трофеј је уведен 2005. године, и на гала програму Alla tiders Melodifestival („Мелодифестивал свих времена“) у марту те године додељен свим претходним победницима Мелодифестивалена. Мартин Стенмарк је био први који је освојио трофеј у финалу. Победник такмичења на крају преноса поново изводи своју песму.

## Гласање
Пре увођења садашњег система гласања 1999. године, о победнику Мелодифестивалена је одлучивала група жирија организованих по географским областима или по старосним групама. Изузетак је било такмичење 1993, када је коришћено телегласање, али без успеха. Шведска телефонска мрежа је пала под притиском позива, а касније тврдње у шведским таблоидима су сугерисале да је телегласање искривило резултате. Новине су објавиле податке за које су тврдили да представљају гласове резервних жирија, према којима би победник, Eloise гетеборшког састава Арвингарна завршио тек на четвртом месту да су се рачунали само гласови жирија. Шведска телевизија никада није потврдила истинитост ових навода.
Некадашњи формат гласања је била варијација Бординог изборног система, сличан ономе који се користи на Песми Евровизије. Могуће промене у процедури телегласања, чије је разматрање најављено за 2006. годину након контроверзног резултата из 2005, се нису оствариле. 50% бодова додељују жирији: једанаест жирија базираних у градовима широм Шведске додељују по 1, 2, 4, 6, 8, 10 и 12 поена за седам по њима најбољих песама. Других 50% дају гледаоци, тако што се на основу резултата телефонског гласања додељује 11, 22, 44, 66, 88, 110 и 132 поена. Песма са највећим бројем поена на крају сабирања оба сета гласова је била победник.
Садашњи формат гласања је такође варијација Бординог изборног система. Осам жирија из других држава (углавном држава које учествују на Песми Евровизије) се укључују у програм и додељују поене по евровизијском принципу (12, 10, 8-1) за својих 10 омиљених песама. После тога, објављују се резултати телегласања, који су подељени по старосним групама. Да би се гласало, на апликацији такмичења се публика пријављује, уноси своје године и гласа за своју омиљену песму. Старосне групе су: 3-9, 10-15, 16-29, 30-44, 45-59, 60-74 и 75+. Осма група која гласа су гласови послати СМС-гласањем. Свака група додељује својих 12, 10, 8-1 поена, а ти поени се презентују збирно за сваку земљу, од оне која је имала најмање поена од жирија, до оне која је победила у гласању жирија.
Линије за гласање за финале се отварају непосредно након радијског претприказивања и остају отворене до почетка гласања жирија те вечери. Телегласање је могуће само у Шведској.
Гласове жирија саопштавају представници, који су ретко чланови жирија. Гласови се читају у растућем поретку, почевши од једног поена и завршно са дванаест. Када представник жирија прочита поене, понавља их водитељ фестивала. На пример:
Представник жирија: „Ett poäng för melodi nummer två.“ (Један поен за композицију број два.)
Водитељ: „Melodi nummer två får ett poäng.“ (Композиција број два добија један поен.)
Како се гласови саопштавају, они се прикупљају и сабирају на графичкој табли. Шведска телевизија мења од године до године начин на који се саопштавају гласови жирија. На пример, представници жирија 2004. године су били финалисти ријалити шоу програма Expedition Robinson, док је 2006. године гласове жирија саопштавао режисер, водитељ и лингвиста Фредрик Линдстром говорећи дијалектима сваког од региона. Резултате телегласања саопштавају водитељи, такође у растућем поретку од 11. до 132. Телегласање на Мелодифестивалену је пробило нордијске рекорде гласања. Број гласова је 2007. године по први пут прешао два милиона само у финалу.
У случају да две песме освоје једнак број поена, вишу позицију има песма која је добила више гласова публике. У историји фестивала се два пута догодило да су две песме завршиле гласање са једнаким бројем поена. 1969. године, Томи Шерберј и Јан Малмсје су имали нерешен резултат за прво место, и Шерберј је победио након што је жири гласао за фаворита између ове две песме. 1978. године, Бјорн Скифс је имао једнак број поена са Ласеом Холмом, Кики Данијелсон и Визексом, али је победио након што је жири гласао за свог фаворита између ове четири песме.

## Правила
Већину правила Мелодифестивалена диктирају правила Песме Евровизије, међутим, шведски емитери су увели и нека друга значајна правила. Званична правила такмичења Шведска телевизија објављује рано током припрема за сваки Мелодифестивален, како би аутори извођачи приметили евентуалне измене.
У извођењу може учествовати највише шест особа на сцени. Ово укључује и хор Мелодифестивалена (huskören, дословно „кућни хор“), групу од пет флексибилних пратећих вокала које користи већина учесника. Учесници могу изабрати и да користе неке али не све пратеће вокале, већ како им се чини најподеснијим за њихов наступ, или могу користити сопствену пратећу групу. Сви вокали морају бити 100% уживо и људски гласови нису дозвољени на пратећим тракама. Живи оркестар је коришћен од почетка Мелодифестивалена до 2000, осим 1985. и 1986. године. Од 1960. до 1963. године су коришћена два оркестра, велики оркестар и Göte Wilhelmsons kvartett. Почевши од 2001. године, песме се изводе уз пратњу инструменталне матрице, између осталог због измена правила Песме Евровизије која више не налажу коришћење оркестра. Живи оркестар је последњи пут коришћен на Мелодифестивалену 2000.
Песме се не могу јавно емитовати до полуфиналног стадијума такмичења. Песме се јавности први пут откривају током претприказивања Inför Melodifestivalen, које се емитује на радију вече пред свако полуфинале. Песме које су елиминисане у полуфиналу могу бити јавно емитоване одмах након завршетка полуфинала. Забрана извођења песама које су се пласирале у даље такмичење важи до емитовања претприказивања за другу шансу. Ограничења емитовања песама-учесница престају након вечери друге шансе.
Емитери понекад из темеља мењају песме након што се ове пласирају на Песму Евровизије. На пример, на Мелодифестивалену 1961. је победила Сив Малмквист са песмом April, April. Њено извођење након победе су помутиле бројне грешке, застајала на тексту песме и наглас се смејала. Критичари нису били благонаклони према Малмквист и Шведски радио ју је за Песму Евровизије заменио певачицом Лил-Бабс. Још један пример је победник из 1987, песма Fyra bugg och en Coca Cola у извођењу Лоте Енгберг. Име ове песме је за Песму Евровизије промењено у Boogaloo, јер је коришћење робних марки било противно правилима евровизијског такмичења. Име Boogaloo је изабрано, пошто су два претходна победника Евровизије из Шведске (Waterloo за АББА 1974. и Diggi-loo, diggi-ley за Хериз 1984) имали имена која су се завршавала на -loo.
До 2001. године, биле су дозвољене само песме на шведском језику. Већина победника је, међутим, снимало и енглеске верзије својих песама (као и на неким другим језицима). Година 1965, 1973, 1974. и 1975, победничка песма је на Евровизији извођена на енглеском језику. Од када су језичка ограничења на Песми Евровизије укинута 1999, сви шведски учесници су певали на енглеском језику, без обзира на језик на којем су победили на Мелодифестивалену. Било је и песама на другим језицима: шпанском, француском, португалском и персијском. Песма коју је на Мелодифестивалену 2005. изводио Камерон Картио била је на измишљеном језику.

## Музички стилови и извођења
Слика о Мелодифестивалену се развијала и мењала током скоро пола века постојања, али је једна реч увек дефинисала музику фестивала више од свих осталих: шлагер. У Шведској, реч „шлагер“ (немачка реч која дословно значи „хит“, „погодак“) је почела да представља сваку песму повезану са Мелодифестиваленом, од џез музике, значајно присутне 1960-их, до балада истакнутих крајем 20. века. Кристин Демстедер из шведског англофоног часописа The Local описала је шведски шлагер као музику „коју типично карактеришу мелодија која додијава својим понављањем и тривијалан текст са мало или нимало значења“.
Иако се њихови домаћи успеси нису увек понављали на међународној сцени, извођачи као што су Сванте Туресон, Естен Варнебринј и Моника Сетерлунд су били успешни у раним годинама такмичења. Шведска је у току 1960-их година завршила међу првих пет само два пута, а 1963. године је шведски представник први и једини пут није освојио ни један једини поен (нил пуан у евровизијском жаргону). Упркос победи АББА-е на Песми Евровизије 1974. у Брајтону, стил поп музике Бенија Андерсона и Бјорна Улвеуса није бележио успехе у наредном периоду историје такмичења. Уместо тога, истакнути су били мушки певачи попут Ларса Бергхагена и Бјорна Скифса са спорим баладама.
1980-им, најуспешнијом деценијом за резултате Шведске на Песми Евровизије, доминирале су дансбанд музика и лагане поп композиције попут песама Кики Данијелсон и Лоте Енгберг. 1990-их, тренд се померио ка оркестрираним поп баладама попут песама Кристера Бјоркмана и Џил Џонсон; њихове победе и носталгична враћања у претходне деценије помогле су и победницима Арвингарни и Карлот Нилсон. Са раним 21. веком на такмичењу се појављује више различитих стилова, попут диско победника састава Афро-дајт или глам-рока победника састава Арк. Песме у старом стилу и традиционалном шведском евровизијском звуку су и даље популарне.
Трикови за привлачење пажње на сцени су одавно више правило него изузетак у наступима на такмичењу. Један пример је начин на који је Лена Филипсон користила постоље микрофона у извођењу (победничке) песме Det gör ont 2004. године. Када је Филипсон водила програм Мелодифестивалена 2006, током полуфинала су емитована четири шаљива кратка филма који су приказивали шта се десило са постољем две године након њене победе. Чест трик је и употреба пиротехнике, коју је користило четири од 32 учесника на Мелодифестивалену 2007. Након такмичења 2007, Каролина Лазбо из Dagens Media је критиковала музички садржај и продукцију фестивала, наводећи издање из 1988. као „време када је Мелодифестивален још увек био такмичење шлагера“, и оцењујући да је програм постао „мешавина [ријалити програма] Fame Factory и [програма са игром међу градовима] “.

## Покривеност у медијима
Мелодифестивален се емитује преко телевизије, радија и интернета. Телевизијски пренос је на првом програму SVT 1 шведске телевизије, уз међународно покриће на каналу SVT Europa. На радију, фестивал се преноси кроз мрежу регионалног радија P4 Шведског радија.
Иако се финале традиционално одржава суботом, 1990. је одржано у петак јер је TV2 сугерисао да би ово привукло више гледалаца. 1991. године, финале је одржано на Ускршњу недељу из истог разлога. 2002. године, финале је одложено за недељу дана због покрића Зимских олимпијских игара у Солт Лејк Ситију.
Фестивал има званично мрежно место од 1999. године. Преноси видеотоком преко интернета су обезбеђени 2005. и 2007, док је 2006. само финално вече преношено преко интернета. Почевши од 2006, Шведски радио емитује, од фебруара па до финала Песме Евровизије у мају, посебну интернетску радио станицу названу P4 Melodifest. На радију P4 јавност такође има први пут прилику да чује песме, у петак увече пред полуфинале у којем ће наступити. Вече након финала се емитује телевизијски програм назван A dagen efter („дан после“), који служи као епилог фестивала и мери реакције финалиста након врхунца такмичења. Телевизијски пренос не прати коментар, мада је Пека Хеино, некадашњи дугогодишњи коментатор Песме Евровизије за Шведску телевизију, био коментатор 2006. године. На Шведском радију, програм коментарише Каролина Норен, којој се за финале 2007. придружио и Бјорн Шјелман. Фестивал се емитује у формату за широки екран од 2002. године и у Долби диџитал техници од 2004. У марту 2007, Шведска телевизија је наговестила могућност емитовања програма у високој дефиницији 2008. године.
Гледаност такмичења стално расте од 2002. наовамо. 2007. године, око 4,1 милиона људи – готово 44% становника Шведске – је гледало финале, док је свако од полуфинала пратило између 2,9 и 3,2 милиона гледалаца. Гледаност Мелодифестивалена 2007. је и даље за готово два милиона мања од највиших забележених 1990. године. Мелодифестивален се опсежно покрива у шведској штампи, посебно у таблоидима Афтонбладет и Експресен. Обе ове новине су имале посебна мрежна места посвећене такмичењу 2007.

## Познати учесници
Мелодифестивален је био одскочна даска за успех више популарних шведских извођача. Међу победницима који су постали познати шведски музичари су и Моника Сетерлунд, Сив Малмквист, Томи Шерберј, АББА, Бјорн Скифс и Елизабет Андреасен. Многи познати шведски музичари су учествовали без победе, попут Свене и Лоте, Петера Јебака, састава Алказар, Магнуса Угле или Лисе Нилсон. И познати извођачи ван Шведске су наступали на Мелодифестивалену: Бакара, Катрина Лесканич, Алана Мајлс, Сане Саломонсен, Корнелис Врисвејк, Арја Саијонмаа. Неки учесници Мелодифестивалена су такође представљали друге земље на Песми Евровизије.
Иако победници Мелодифестивалена често остваре локални успех, већина њих се враћа у опскурност након победе и мали их је број имао већег међународног успеха. Широк утицај који фестивал има на шведске лествице значи да извођач не мора да победи да би продао значајан број носача звука на домаћем шведском тржишту. На пример, песма Symfonin, коју је на Мелодифестивалену 1990. певао Лоа Фолкман и освојио последње место, је међутим стигла до првог места на шведској лествици синглова.

## Место одржавања
Мелодифестивален је провео своје ране године у арени Циркус у Стокхолму, где је одржано првих десет такмичења. Укупно, Циркус је био домаћин финала Мелодифестивалена седамнаест пута. У арени Глобен у Стокхолму одржано је седам финала, укључујући и финале 2007, док је у седишту Шведске телевизије TV-Huset у Стокхолму одржано пет. Такмичење је први пут одржано ван Стокхолма 1975. као део политике децентрализације на Шведском радију. У Стокхолму је одржано укупно 31 финале, укључујући и првих четрнаест; осам је одржано у Гетеборгу, и седам у Малмеу. Финале такмичења никада није одржано ван ова три града. Према правилима од пре 2002, у случају победе Шведске на Песми Евровизије, наредно издање би било одржано у граду који је био домаћин претходног Мелодифестивалена (на којем је изабрана песма-победник Евровизије). Тако је Песма Евровизије 1985. одржана у Гетеборгу, а 1992. у Малмеу. Међутим, од 2002, финале Мелодифестивалена није померано из стокхолмског Глобена. Након ширења такмичења 2002, једини град у којем је одржано више од два полуфинала је Гетеборг – хала Скандинавијум била је домаћин по једном полуфиналу сваке године од 2003.

## Победници
Сви представници Шведске на Песми Евровизије, осим првог, 1958. године, су изабрани на Мелодифестивалену. Шведска је једна од најуспешнијих учесница Песме Евровизије и неспорни шампион евровизијског шлагер звука. Шведски представници су победили четири пута: 1974, 1984, 1991. и 1999; више су победа имали само Ирска (седам), Уједињено Краљевство, Француска и Луксембург (по пет). Песма Waterloo састава АББА, победник Мелодифестивалена 1974, је на гала вечери Alla tider Melodifestival у марту 2005. изабрана за најпопуларнију песму Мелодифестивалена свих времена, и на гала вечери Честитамо!: 50 година Песме Евровизије октобра исте године изабрана за најпопуларнију песму првих педесет издања Песме Евровизије.
На годишњим издањима од 1960. до 1963. песме су певала два извођача, први са великим, други са малим оркестром.
| Победници Мелодифестивалена |                                     |                                     |                                                             |                                         |
| Година                      | Песма                               | Извођач                             | Аутори                                                      | На Евровизији                           |
| 1958. (интерно)             | (Мала звезда)                       | Алис Бабс                           | Оке Јерхард                                                 | 4/10 (10 п.)                            |
| 1959.                       | (Августин)                          | Сив Малмквист                       | Оке Јерхард, Хари Сандин                                    | 9/11 (4 п.) (певала Брита Борј)         |
| 1960.                       | (Сви други се узимају)              | Естен Варнербринј // Инјер Бергрен  | Оке Јерхард, Улф Шјелквист                                  | 10/13 (4 п.) (певала Сив Малмквист)     |
| 1961.                       | (Април, април)                      | Сив Малмквист // Гунар Виклунд      | Боби Ериксон, Бо Енеби                                      | 14/16 (2 п.) (певала Лил-Бабс)          |
| 1962.                       | (Сунце и пролеће)                   | Инјер Бергрен // Лили Берглунд      | Оке Јерхард, Улф Шјелквист                                  | 7/16 (4 п.) (певала Инјер Бергрен)      |
| 1963.                       | (Било једном у Стокхолму)           | Моника Сетерлунд // Карли Торнехаве | Боби Ериксон, Бепе Волјеш                                   | '13/16 (0 п.) (певала Моника Сетерлунд) |
| 1965.                       | (Другде валцер)                     | Ингвар Виксел                       | Дај Вирен, Алф Хенриксон                                    | 10/18 (6 п.) (као )                     |
| 1966.                       | (Нови-стари валцер)                 | Лили Линдфош и Сванте Турешон       | Бент Арне Валин, Бјорн Линдрот                              | 2/18 (16 п.)                            |
| 1967.                       | (Као сан)                           | Естен Варнербринј                   | Курт Петешон, Маркус Естердал, Патрис Хелберј               | 8/17 (7 п.)                             |
| 1968.                       | (Веруј ми, почиње да личи на љубав) | Клес-Јоран Хедештрем                | Петер Химелстранд                                           | 5/17 (15 п.)                            |
| 1969.                       | (Џуди, моја пријатељице)            | Томи Шерберј                        | Роџер Валис, Брит Линдеборј                                 | 9/16 (8 п.)                             |
| 1971.                       | (Бела пространства)                 | Фемили фор                          | Хокан Елмквист                                              | 6/18 (85 п.)                            |
| 1972.                       | (Диван летњи дан)                   | Фемили фор                          | Хокан Елмквист                                              | 13/18 (75 п.)                           |
| 1973.                       | (Лето које никада не каже не)       | Малта                               | Моника Доминик, Лаш Фошел, Карл Аксел Доминик               | 5/17 (94 п.) (као Нова и Долс: You are summer)        |
| 1974.                       | (Ватерло)                           | АББА                                | Бени Андерсон, Бјорн Улвеус, Стикан Андерсон                | 1/17 (24 п.)                            |
| 1975.                       | (Џини, Џини)                        | Ласе Берјхаген                      | Ласе Берјхаген                                              | 8/19 (72 п.)                            |
| 1977.                       | (Битлси)                            | Форбс                               | Клес Буре, Свен-Улоф Баге                                   | 18/18 (2 п.)                            |
| 1978.                       | (Увек је горе кад дође ноћ)         | Бјорн Скифс                         | Петер Химелстранд                                           | 14/20 (26 п.)                           |
| 1979.                       | (Сателит)                           | Тед Гадерстад                       | Тед Гадерстад, Кенет Гардестад                              | 17/19 (8 п.)                            |
| 1980.                       | (Управо сада)                       | Томас Ледин                         | Томас Ледин                                                 | 10/19 (47 п.)                           |
| 1981.                       | (Ухваћен у сну)                     | Бјорн Скифс                         | Бјорн Скифс, Бент Палмеш                                    | 10/20 (50 п.)                           |
| 1982.                       | (Дан за даном)                      | Чипс                                | Ласе Холм, Моника Фошберј                                   | 8/18 (67 п.)                            |
| 1983.                       | (Странац)                           | Карола Хагквист                     | Ласе Холм, Моника Фошберј                                   | 3/20 (126 п.)                           |
| 1984.                       | (Диги-лу, диги-леј)                 | Хериз                               | Брит Линдеборј, Торни Седерберј                             | 1/19 (145 п.)                           |
| 1985.                       | (Добре вибрације)                   | Кики Данијелсон                     | Ласе Холм, Инјела Фошман                                    | 3/19 (103 п.)                           |
| 1986.                       | (Је ли то оно што зовеш љубављу?)   | Моника Тернел и Ласе Холм           | Ласе Холм                                                   | 5/20 (78 п.)                            |
| 1987.                       | (Четири жваке и Кока-кола)          | Лота Енгберг                        | Микаел Вент, Кристер Лунд                                   | 12/22 (50 п.) (као )                    |
| 1988.                       | (Град светла)                       | Томи Шерберј                        | Пи Бакман                                                   | 12/21 (52 п.)                           |
| 1989.                       | (Једног дана)                       | Томи Нилсон                         | Тим Норел, Ула Хокансон, Александер Бард                    | 4/22 (110 п.)                           |
| 1990.                       | (Као ветар)                         | Един-Одал                           | Микаел Вент                                                 | 16/22 (24 п.)                           |
| 1991.                       | (Ухваћена у олуји)                  | Карола Хагквист                     | Стефан Берј                                                 | 1/22 (146 п.)                           |
| 1992.                       | (Сутра је нови дан)                 | Кристер Бјоркман                    | Никлас Стремстед                                            | 22/23 (9 п.)                            |
| 1993.                       | (Елоиз)                             | Арвингарна                          | Ласе Холм, Јерт Лентстранд                                  | 7/25 (89 п.)                            |
| 1994.                       | (Звезде)                            | Роџер Понтер и Мари Бергман         | Петер Бертилсон, Микаел Литволд                             | 13/25 (48 п.)                           |
| 1995.                       | (Погледај ме)                       | Јан Јохансен                        | Хокан Алмквист, Боби Лјунгрен, Инјела Фошман                | 3/23 (100 п.)                           |
| 1996.                       | (Дивља)                             | Уан мор тајм                        | Нане Гренвал, Петер Гренвал                                 | 3/23 (100 п.)                           |
| 1997.                       | (Кад би ме само она волела)         | Блонд                               | Стефан Берг                                                 | 14/24 (36 п.)                           |
| 1998.                       | (Љубав је)                          | Џил Џонсон                          | Хокан Алмквист, Боби Лјунгрен, Инјела Фошман                | 10/25 (53 п.)                           |
| 1999.                       | (Хиљаду и једна ноћ)                | Карлот Нилсон                       | Јерт Лентстранд, Лаш Дидриксон                              | 1/23 (163 п.) (као )                    |
| 2000.                       | (Кад ветрови шапућу моје име)       | Роџер Понтер                        | Томас Холмстранд, Линда Јансон, Петер Дал                   | 7/24 (88 п.) (као )                     |
| 2001.                       | (Слушај своје срце)                 | Френдс                              | Томас Ге:сон, Херник Сетсон                                 | 5/23 (100 п.) (као )                    |
| 2002.                       | (Никад не пуштај)                   | Афро-дајт                           | Маркос Убеда                                                | 8/24 (72 п.)                            |
| 2003.                       | (Дај ми своју љубав)                | Фејм                                | Карл Лесниц, Кале Киндбем                                   | 5/26 (107 п.)                           |
| 2004.                       | (Боли)                              | Лена Филипсон                       | Томас Ериксон                                               | 5/24 (170 п.)                           |
| 2005.                       | (Лас Вегас)                         | Мартин Стенмарк                     | Никлас Едберјер, Тобијас Лундгрен, Тим Лашон, Јохан Франсон | 19/24 (30 п.)                           |
| 2006.                       | (Вечност)                           | Карола                              | Карола, Боби Лјунгрен, Томас Ге:сон, Хенрик Викстрем        | ПФ:4/24 (214п.) 5/24 (170 п.) (као )    |
| 2007.                       | (Онај који брине)                   | Арк                                 | Ула Соло                                                    | 18/24 (51 п.)                           |
| 2008.                       | (Херој)                             | Карлот Перели                       | Боби Лјунгрен, Фредрик Шемпе                                | ПФ:12/19 (54п.) 18/25 (47 п.)           |
| 2009.                       | (Глас)                              | Малена Арнман                       | Малена Арнман, Фредрик Шемпе                                | ПФ:4/19 (105п.) 21/25 (33 п.)           |
| 2010.                       | (Ово је мој живот)                  | Ана Бергендал                       | Боби Љунгрен, Кристијан Лагерстром                          | ПФ: 11/17 (62 п.)                       |
| 2011.                       | (Популаран)                         | Ерик Саде                           | Фредрик Шемпе                                               | ПФ:1/19 (155 п:) ф:3/25 (185 п.)        |
| 2012.                       | (Еуфорија)                          | Лорин                               |                                                             | ПФ:1/18 (181 п:) ф:1/26 (372 п.)        |
| 2013.                       | (Ти)                                | Робин Шенберг                       |                                                             | ф:14/26 (62 п.)                         |
| 2014.                       | (Уназади)                           | Сана Нилсен                         |                                                             | ПФ:1/16 (131 п:) ф:3/26 (218 п.)        |
| 2015.                       | (Хероји)                            | Монс Селмерлев                      |                                                             | ПФ:1/16 (217 п:) ф:1/26 (365 п.)        |
| 2016.                       | (Да ми је жао)                      | Франс                               |                                                             | ф:5/26 (261 п.)                         |
| 2017.                       | (Не могу да одолим)                 | Робин Бенгтсон                      |                                                             | ПФ:3/18 (277 п.) ф:5/26 (344 п.)        |
| 2018.                       | (Изиграм те)                        | Бенџамин Ингросо                    |                                                             | ПФ:2/18 (254 п:) ф:7/26 (274 п.)        |
| 2019.                       | (Прекасно је за љубав)              | Џон Лундвик                         |                                                             | ПФ:3/18 (238 п:) ф:5/26 (334 п.)        |
| 2020.                       | (Покрети)                           | Маме                                |                                                             | /                                       |
| 2021.                       | (Гласови)                           | Тусе                                |                                                             | ПФ:7/16 (142 п:) ф:14/26 (109 п.)       |
| 2022.                       |                                     |                                     |                                                             |                                         |
| 2023.                       |                                     |                                     |                                                             |                                         |
| 2024.                       |                                     |                                     |                                                             |                                         |